# Pryšec zářivý
Pryšec zářivý (Euphorbia milii; také zvaný Kristova koruna) je sukulentní rostlina patřící do čeledě pryšcovitých (Euphorbiaceae), původem z Madagaskaru.

## Popis

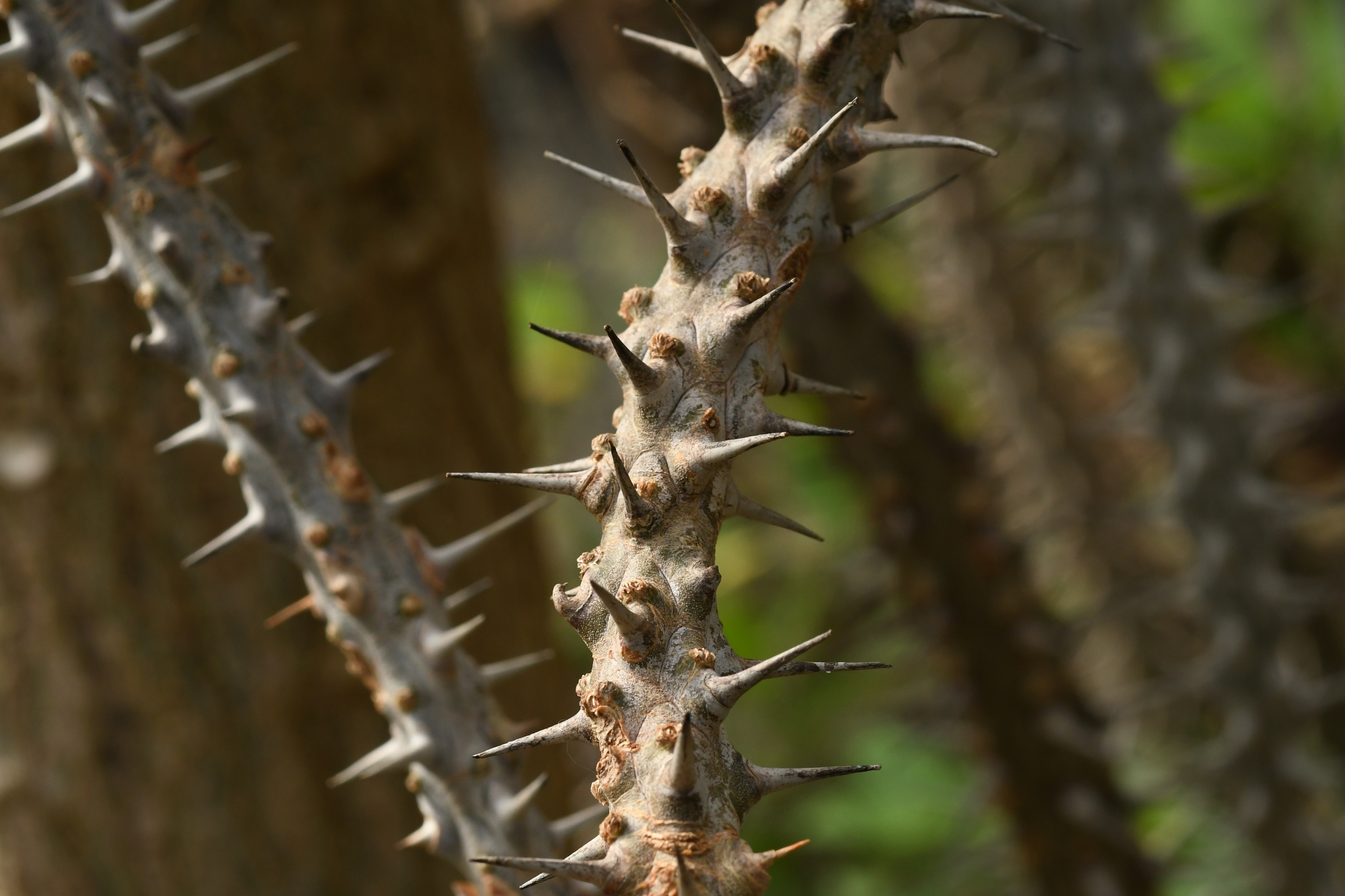
Euphorbia milli, botanická zahrada Teplice v Čechách

Může dosáhnout výšky až 150 cm; stonky jsou ve výšce zakončeny listovou růžicí. Listy jsou protáhle lopatkovité, po obou stranách zelené. Rostlina má na bezlistém stonku výrazné trny, některé dosahují velikosti až 3 centimetry a v přírodě ještě více. Pryšec zářivý má také nápadné, zpravidla zářivě červené listeny obklopující květy, byly už ale vyšlechtěny i druhy s bílými, žlutými nebo růžovými listeny. Květy samotné jsou nenápadné, ploché, vyrůstající ve skupinkách na křehkých stopkách.
Při poranění vytéká ze všech částí rostliny jedovatá latexová tekutina, obsahující alergenní látky.

## Pěstování

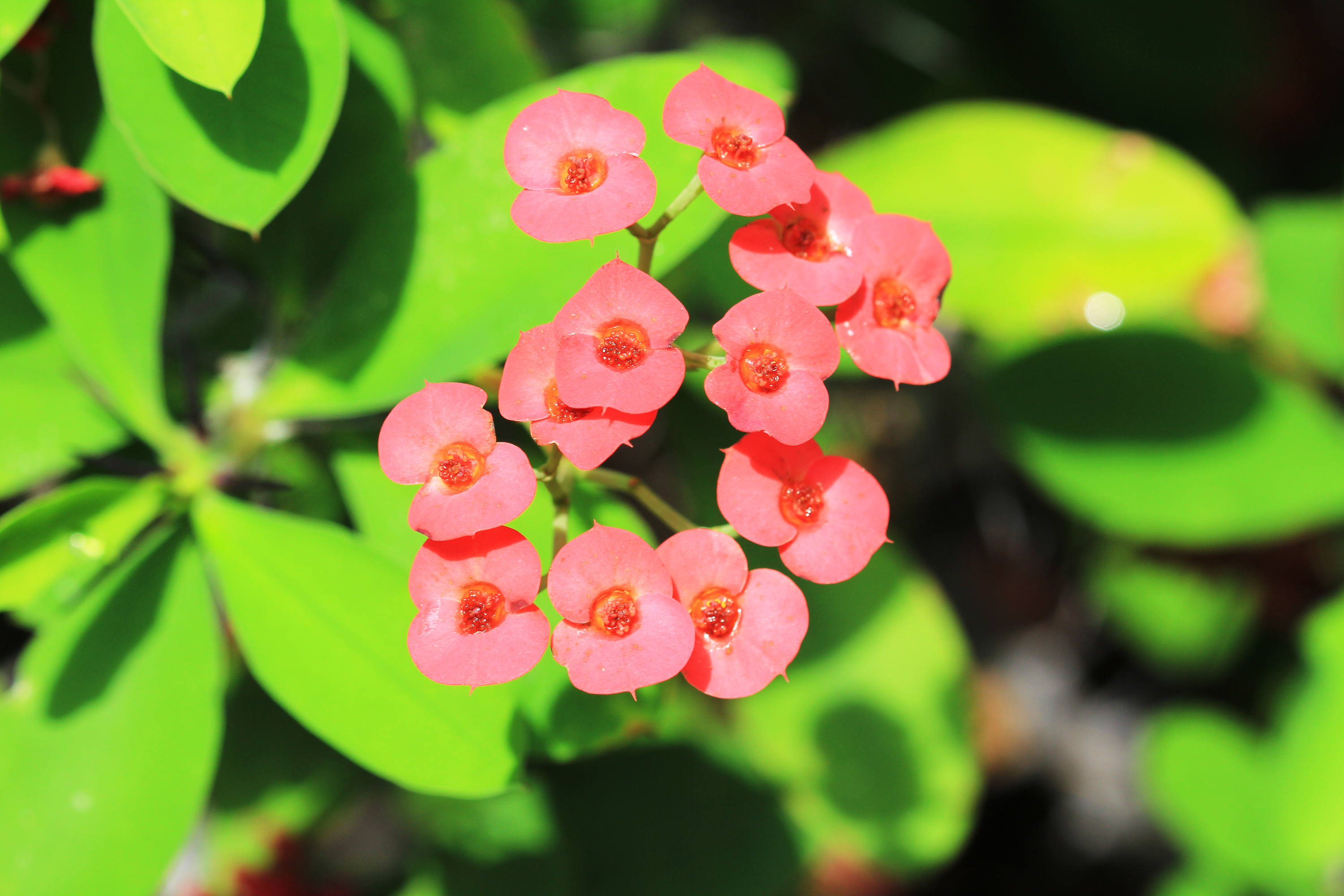
Květenství pryšce zářivého v pražské botanické zahradě

Pěstování je velmi snadné, stačí rostlinu umístit na dobře chráněné místo v polostínu. Snáší i plné slunce nebo zastínění, pak ale hůře kvete. Nepotřebuje zvlášť velkou zálivku. Jako teplomilná rostlina nesnáší teploty pod 10 °C. V zimě ztrácí většinu listů. Rostlina v pokojovém prostředí trpí na houbová onemocnění.

## Další názvy
Z podobnosti s trnovou korunou, kterou měl Kristus na hlavě, když byl ukřižován, pramení její název Kristova koruna.